# Vastitas
Vastitas (plurale: vastitates) è un termine latino che designa un'ampia distesa desolata; è utilizzato in esogeologia unicamente per designare la regione marziana di Vastitas Borealis, un'ampia distesa di terreno privo di rilievi notevoli che circonda il polo nord di Marte, in particolare nelle regioni di Chryse Planitia, Utopia Planitia e Amazonis Planitia.